# Seznam proboštů vyšehradské kapituly

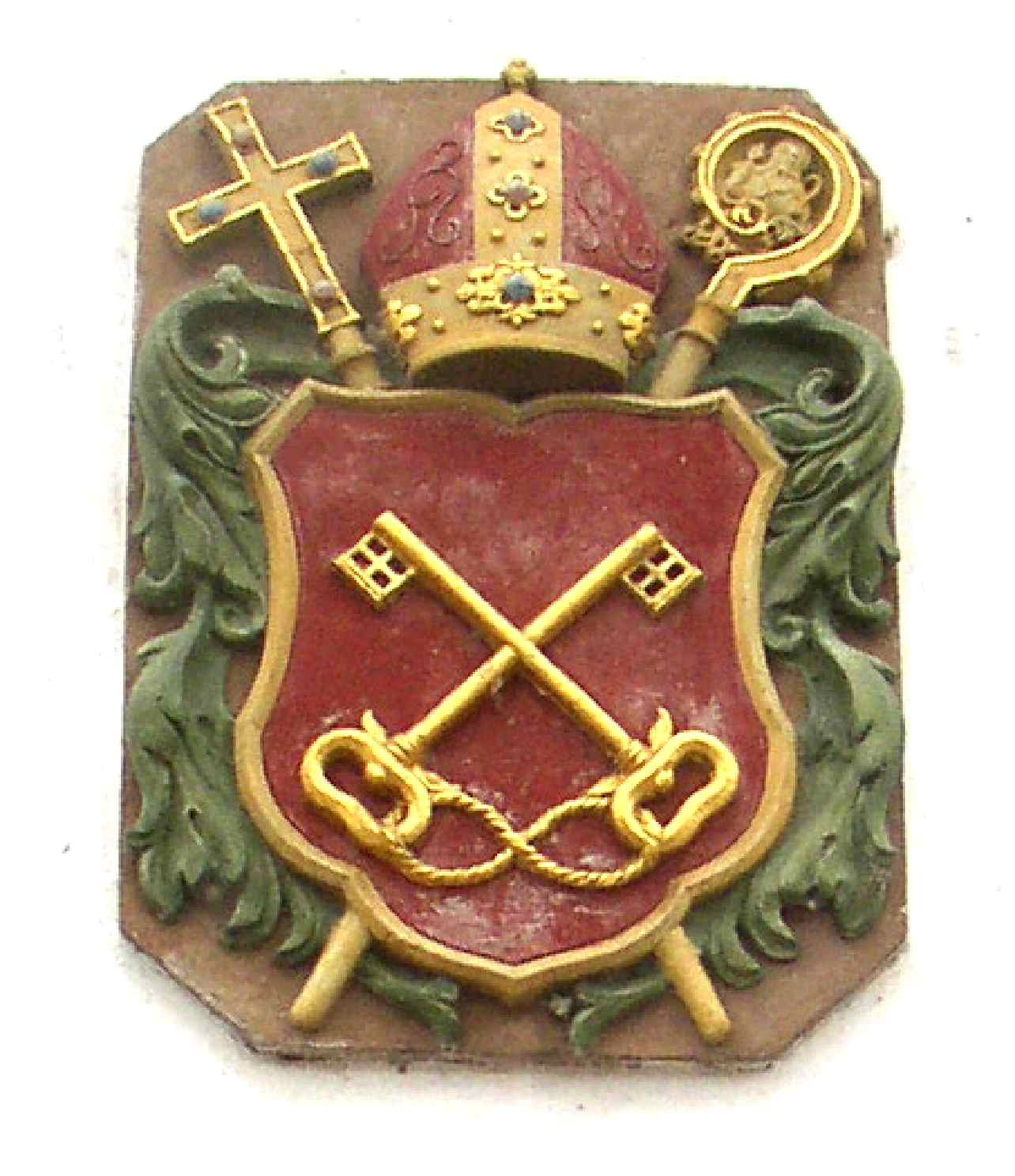
Znak Královské kolegiátní kapituly na Vyšehradě

Seznam proboštů vyšehradské kapituly uvádí posloupnost proboštů vyšehradské kapituly od jejího založení v roce 1070 knížetem Vratislavem II. (data v závorce, pokud jsou uvedena, vymezují funkční období). 
1. Beneš/Benedikt (1070–1107)
2. Jan I. (pražský biskup) (1107–1133)
3. Hugo, laik (1133)
4. Alexander (1133–1144/45)
5. Gervasius (1144/45–1178)
6. Jindřich Břetislav (1178–1182)
7. Florián (1182–?)
8. Sigfried II. z Eppsteinu (?–1200)
9. Kristián (1200–1203)
10. Arnold (1203–1237)
11. Tobiáš z Dubé (1237–1240)
12. Filip Salcburský (1240–1247)
13. Diviš (1248–1254)
14. Vladislav Slezský (1254–1265)
15. Petr (1265–1289)
16. Jan (1291–1296)
17. Petr z Aspeltu (1296–1305)
18. Petr II. Andělův de Ponte Corvo (1305–1310)
19. Jan Volek (1310–1334)
20. Bertold z Lipé (1334–1343)
21. Jindřich III. Brunšvicko–Lüneburský
22. Vilém II. z Landštejna (?–1360[1])
23. Dětřich z Portic
24. Burchard z Hardeggu (1362–1368)
25. Jan z Moravy (1368–1380)[2]
26. Raban Helmstattský
27. Jan Škopek z Dubé (1386–1396)
28. Václav Králík z Buřenic (1397–1412)
29. Albík z Uničova (1413–1427)
30. Jan V. Železný (1427–1430)
31. Jan Ondřej zvaný Šindel (1441–cca 1450)
32. Jošt z Rožmberka (1454–1455)
33. Jan VI. z Rabštejna (1455–1473)
34. Hanuš z Kolovrat (1473–1483)
35. Jan z Vartenberka (1483–1490)
36. Teodorik z Tandorfu
37. Jiří z Jelče (1528–?)
38. Petr z Bechyně
39. Bohuslav Hodějovský z Hodějova
40. Jan Kavalleri
41. Kašpar Mezichod
42. Zbyněk Berka z Dubé a Lipé (1547–1592)
43. Felix Linda
44. Beneš Chyšský ze Špicberka (1593–1595)
45. Inocenc Moniga (1595–1608)
46. Kašpar Arzenius z Radbuzy (1608–?)
47. Kilián (?–1626)
48. Vincenc Zucconi (1626–1635)
49. Ferdinand Leopold Beno z Martinic (1635–1691)
50. Hugo František Königsegg-Rottenfels (1691–1708)
51. Jan Adam Vratislav z Mitrovic (1709–1733)
52. Karel Josef hr. Martinic (1734–1769)
53. Česlav Gothard Schaffgotsch (1769–1781)
54. Ferdinand Kindermann (1781–1801)
55. Prokop Henniger z Eberku (1801–1809)
56. Karel Rudolf z Buol-Schauensteinu (1810–1833)
57. Josef Alois Jüstel (1835–1858)
58. Vojtěch Ruffer (1858–1870)
59. Václav Štulc (1870–1887)
60. Antonín Lenz (1887–1901)
61. Mikuláš Karlach (1902–1911)
62. Josef Burian (1913–1922)
63. František Zapletal (1922–1935)
64. František Vaněček (1936–1937)
65. Bohumil Stašek (1947–1948)
66. Jan Nepomuk Boháč (1948–1968)
67. Josef Beneš (1974–1979)
68. Antonín Doležal (1992–2011)
69. Anton M. Otte (2011–2014)
70. Mons. doc. Ing. Aleš Opatrný (zvolen 23. ledna 2015)
71. Jan Kotas, zvolen 8. března 2024[3]